# Chirac, Lozère
Chirac là một xã ở tỉnh Lozère trong vùng Occitanie, phía nam nước Pháp. Khu vực này có độ cao trung bình mét trên mực nước biển.
Thị trấn này nằm hai bên bờ sông Colagne ở giữa Massif central.

## Dân số
| 1962                                                  | 1968 | 1975 | 1982 | 1990 | 1999 |
| ----------------------------------------------------- | ---- | ---- | ---- | ---- | ---- |
| 801                                                   | 789  | 689  | 894  | 983  | 1006 |
| Số liệu điều tra từ năm 1962: dân số không tính trùng |      |      |      |      |      |

## Cư dân nổi tiếng
- Colonel Marceau Crespin (1915-1988)
- Nicolaï Greschny (1912-1985), artist